# Puchar Świata w Chodzie Sportowym 2006
22. Puchar Świata w Chodzie Sportowym – zawody lekkoatletyczne, które rozegrano 13 i 14 maja 2006 roku w hiszpańskim mieście A Coruña.

## Rezultaty

### Mężczyźni
|                          | 1. miejsce                 | Rezultat | 2. miejsce         | Rezultat | 3. miejsce         | Rezultat |
| Chód na 10 km (juniorzy) | Siergiej Morozow           | 40:26    | Miguel Ángel López | 41:41    | Aleksiej Grigoriew | 41:52    |
| Chód na 20 km            | Francisco Javier Fernández | 1:18:31  | Jefferson Pérez    | 1:19:08  | Han Yucheng        | 1:19:10  |
| Chód na 50 km            | Dienis Niżegorodow         | 3:38:02  | Trond Nymark       | 3:41:30  | Jurij Andronow     | 3:42:38  |

### Kobiety
|                          | 1. miejsce     | Rezultat | 2. miejsce             | Rezultat | 3. miejsce     | Rezultat |
| Chód na 10 km (juniorki) | Wiera Sokołowa | 44:49    | Aleksandra Kudriaszowa | 44:52    | Chai Xue       | 45:04    |
| Chód na 20 km            | Ryta Turawa    | 1:22:20  | Olimpiada Iwanowa      | 1:22:40  | Irina Pietrowa | 1:22:40  |